# باشگاه بازندگان
باشگاه بازندگان (به ترکی استانبولی: Kaybedenler Kulübü) یک فیلم ترکیه ای در سبک کمدی درام است که در سال ۲۰۱۱ منتشر شد. از بازیگران آن می‌توان به نجات ایشلر و اییت اوزشنر اشاره کرد.

## داستان فیلم
دو مجری یکی از برنامه های رادیویی دهه ۹۰ میلادی پس از به موفقیت رسیدن ناگهانی برنامه، تلاش می کنند با زندگی روزانه خود کنار بیایند.

## بازیگران
- نجات ایشلر: کان
- اییت اوزشنر: مته
- آهو ترک‌پنچه: زینب
- ایدیل فیرات: آسلی
- رضا کجااوغلو: مورات
- سرا ییلماز: مادر مته
- باریش باگجی: دوریم